# Victoria Medal of Honour
La Victoria Medal of Honour ("VMH") è un'onorificenza assegnata agli orticoltori britannici residenti nel Regno Unito che la Royal Horticultural Society ritiene meritevoli.
Il premio è stato istituito nel 1897 "in ricordo perpetuo del glorioso regno di Sua Maestà, e per consentire al Consiglio di conferire onore agli orticoltori inglesi."
Le regole della Società stabiliscono che solo 63 orticoltori possono essere insigniti del VMH in un dato momento, in commemorazione dei 63 anni di regno della regina Vittoria, pertanto l'onorificenza non viene assegnata ogni anno, ma può essere data a vincitori diversi in altri anni.

## Le medaglie

### 1897 - I primi 60 insigniti
Le prime 60 medaglie furono consegnate il 26 ottobre 1897:
- John Gilbert Baker (1834–1920)
- Isaac Bayley Balfour (1853–1922)
- Peter Barr (1826–1909)
- Archibald F Barron (1835–1903)
- Edward John Beale (1835–1902)
- William Boxall (1844–1910)
- William Bull (1828–1902)
- George Bunyard (1841–1919)
- Frederick William Burbidge (1847–1905)
- William Crump (1843–1932)
- Richard Dean (1830–1905)
- George A Dickson (c1835 - 1909)
- Henry Honeywood D'ombrain (1818–1905)
- Charles Thomas Druery (1843–1917)
- Malcolm Dunn (1837–1899)
- Henry Nicholson Ellacombe (1822–1916)
- Henry John Elwes (1846–1922)
- Michael Foster (1836–1907)
- John Fraser (1821–1900)
- George Gordon (1841–1914)
- John Heal (c1841 - 1925)
- George Henslow (1835–1925)
- Hermann Carl Gottlieb Herbst (c1830 - 1904)
- Samuel Reynolds Hole (1819–1904)
- Joseph Dalton Hooker (1817–1911)
- Francis Daltry Horner (c1838 - 1912)
- James Hudson (1846–1932)
- Gertrude Jekyll (1843–1932)
- Peter Kay (c1853 - 1909)
- John Laing (1823–1900)
- James McIndoe (1836–1910)
- Charles Maries (1851–1902)
- Henry Ernest Milner (1845–1906)
- Edwin Molyneux (1851–1921)
- George Monro (c1847 - 1920)
- Fredrick William Moore (1857–1949)
- Daniel Morris (1844–1933)
- George Nicholson (1847–1908)
- James O'Brien (1842–1930)
- Paul George (1841–1921)
- William Paul (1822–1905)
- T Francis Rivers (1831–1899)
- Lionel Walter Rothschild (1868–1937)
- Frederick Sander (1847–1920)
- Henry Schröder (1824–1910)
- John Seden (1840–1921)
- Nathaniel Newman Sherwood (1846–1916)
- James Smith (1837–1903)
- Martin Ridley Smith ( - 1908)
- Walter Speed (c1835 - 1921) Head Gardener at Penrhyn Castle, Wales[2]
- Arthur Warwick Sutton (1854–1925)
- Owen Thomas (1843–1923)
- William Thompson (1823–1903)
- David Thomson (1823–1909)
- Harry Turner (c1848 - 1906)
- Ellen Willmott(1858–1934)
- George Fergusson Wilson (1822–1902)
- Charles Wolley-Dod (1826–1904)
- John Wright (1836–1916)
- George Wythes (1851–1916)

### 1900-1909
- 1902
  - Mordecai Cubitt Cooke[3]
- 1904
  - Edward Mawley (1842-1916)
- 1906
  - Harry Veitch

### 1910-1919
- 1917
  - Peter Veitch

### 1920-1929
- 1921
  - George Forrest[4]

### 1930-1939
- 1931
  - Laura McLaren, baronessa Aberconway
- 1934
  - 2nd Baron Aberconway

### 1940-1949
- 1944
  - John Hutchinson[5]
  - Arthur Algernon Dorrien-Smith
- 1949
  - Harry Higgott Thomas

### 1950-1959
- 1953
  - Archibald Park Balfour
- 1955
  - Lilian Snelling[6]
  - Robert L. Scarlett
- 1957
  - William MacDonald Campbell[7]

### 1960-1969
- 1961
  - Queen Elizabeth the Queen Mother[8]
  - 3rd Baron Aberconway
  - Sir Edward Bolitho of Trengwainton, Penzance
- 1964
  - Hans Hvass - Danese
- 1968
  - Graham Stuart Thomas[9][10]
  - Sir Giles Loder of Leonardslee, Lower Beeding, Horsham

### 1970-1979
- 1970
  - Roy Hay[13]
- 1971
  - Alan Bloom[14][15]
- 1975
  - Valerie Finnis. ref. obituary Royal Horticultural Society 2006
- 1976
  - Lady Marie Loder of Leonardslee, Lower Beeding, Horsham[9][12][16]

1978
W Martin Robinson
- 1979
  - Christopher Lloyd[17]

### 1980-1989
- 1984
  - Kath Dryden[18]
- 1985
  - Adrian Bloom[19]
  - Fred Whitsey
- 1986
  - Lady Anne Berry[20]
- 1987
  - Beth Chatto[21]
- 1988
  - Roy Lancaster[22]

### 1990-1999
- 1993
  - Alan Hardy[23]
- 1999
  - Ghillean Tolmie Prance[24]
  - Rosemary Verey (1918–2001)[25]

### 2000 ad oggi
- 2002
  - David Austin[26][27]
- 2003
  - Peter Beales[28]
  - Peter Seabrook[28]
  - Andrew Dunn[28]
- 2004
  - Ray Bilton
  - David S. Ingram
  - Alan Titchmarsh
- 2005
  - Martin Lane Fox[29][30]
  - Tony Lord[29][30]
  - Edmund Leopold de Rothschild[29][30]
  - Tom Wood[29][30]
- 2006
  - Jim Buttress[31]
  - Miss Sibylle Kreutzberger[31]
  - Miss Pamela Schwerdt[31]
  - Dr. Henry Oakeley, per i suoi lavori scientifici sulle orchidee dei generi Lycaste, Ida e Anguloa[31]
- 2007
  - Sir Richard Carew Pole
  - Colin Ellis
  - Christopher Grey-Wilson
  - Brian Self
- 2008
  - John Ravenscroft[32]
- 2009
  - HRH The Prince of Wales[33]
  - Lady Skelmersdale[34]
  - Lord Howick[18]
  - John Humphris[18]
- 2012[35]
  - Stephen Blackmore
  - David Clark
  - John Parker
  - Alice Boyd
- 2013[36]
  - Nigel Colborn
  - Brian Humphrey
- 2014
  - Chris Sanders[37]
- 2015 Non assegnato
- 2016 [38]
  - Mark Flanagan
  - Johan Hermans
- 2017 [39]
  - Nick Dunn
  - Jekka McVicar
- 2018 [40]
  - Peter Catt
  - Carol Klein
  - Charles Williams
- 2019
  - Fergus Garrett
  - Tony Kirkham
  - Bill Simpson
- 2020[41]
  - Christopher Bailes
  - Jim Gardiner
  - Jim (James) McColl
- 2022[42]
  - Monty Don[43]
  - Brian Duncan
  - Peter Thoday
- 2023[44]
  - Jim Marshall
  - Paul Phillips
  - Jon Wheatley
- 2024[45]
  - Jan Pennings
  - Chris Lane
  - Neil Lucas